# Kaiser László
Kaiser László (Budapest, 1953. május 25. –) magyar költő, író, szerkesztő, dramaturg.

## Életpálya
A budapesti Széchenyi Gimnáziumban érettségizett. Szegeden a Juhász Gyula Főiskolán végzett magyar–történelem szakon, majd az ELTE Bölcsészettudományi Karán magyar szakon, illetve a Színház- és Filmművészeti Főiskolán dramaturg szakon. 
A Fővárosi Szabó Ervin Könyvtárban dolgozott könyvtárosként, 1983–85-ig a veszprémi Petőfi Színházban dramaturgként. 1985-től a Pannónia Filmstúdióban, későbbi nevén Videovox Stúdióban szinkronlektorként; ebben az időben egy ideig a Szinkronika szakmai lap egyik szerkesztője is volt. 1995-től az általa alapított Hungarovox Kiadó és Oktatási Stúdió vezetője, tanára, mellette 1999-től 2013-ig a PoLíSz irodalmi folyóirat egyik szerkesztője, 2000-től 2004-ig a Műemléklap, későbbi nevén Örökségvédelem főszerkesztője. Rendszeresen tart szerzőként és kiadóvezetőként irodalmi esteket, rendezvényeket, a fővárosban, vidéken és a határon túl is, versmondó versenyek zsűrijében vesz részt.
Az általa vezetett kiadó több mint 800 könyvet jelentetett meg, elsősorban hazai szerzőket.
A Magyar Írószövetség, a Berzsenyi Dániel Irodalmi Társaság, Vörösmarty Társaság, Magyar PEN Club és a Szegedi Írók Társaságának tagja. 2013-tól 2019-ig a Magyar Írószövetség választmányának tagja volt.
1979 óta publikál rendszeresen vidéki és fővárosi újságokban és folyóiratokban, több mint száz könyvet szerkesztett, előszókat írt magyar és külföldi szerzők műveihez. Számos antológiában szerepel, több mint húsz kötete jelent meg: versek, novellák, esszék, tanulmányok, interjúk, illetve életinterjúk, valamint zenés művek szövegei.
Versei megjelentek lengyel, orosz, román és olasz nyelven. Sok versét megzenésítették, legtöbbet Dinnyés József daltulajdonos és Rózsa Pál zeneszerző.

## Megjelent művei
- Üdvözlet a vándornak (versek Jánosi András grafikáival, 1996)
- Eseménynaptár Berzsenyitől Bódy Gáborig (tanulmányok, 1998)
- Ludas Matyi (zenés játék Fazekas Mihály elbeszélő költeménye nyomán, kottás-szöveges kiadvány, zeneszerző: Rózsa Pál, 1999)
- Üdvözlet a vándornak (Dalok versekre, kottás-szöveges kiadvány, zeneszerző: Rózsa Pál, 1999)
- Magyar Ferenc (Életinterjú az Új Ember egykori felelős szerkesztőjével, 2001)
- Dr. Hársing Lajos. Hivatása szinkrondramaturg (interjú, emlékezés, 2003)
- Összes ajtómat kitárom (versek, 2004)
- Remekírókról, remekművekről (esszék, 2005)
- Éri István. Egy apróhirdetésen vett régész emlékezései (életinterjú, 2005)
- Dallos Szilvia titkai (életinterjú, 2005)
- Lángok, tüzek között – Fra fiamme e fuochi (válogatott versek magyar–olasz nyelven Baranyi Ferenc fordításában, 2006)
- Tűz van, mami! (novellák, 2006)
- Elfogult beszélgetéseim (20 interjú, 2008)
- Álmom a csönd (versek, 2009)
- Egyéniségek és filmművészet (Hét portré, 2010)
- Galambok és vérebek (versek, 2012)
- Dinnyés József József, a daltulajdonos. Életinterjú dokumentumokkal (2013)
- Elvált apák Magyarországon. Béke és háború. Helyzetjelentések, vallomások (2013)
- A fekete emberek (novellák, 2014)
- Elfáradt összes angyalunk (versek, 2016)[1]
- "Áldassál, emberi verejték". Portrék, emlékek, köszöntések (2016)
- Mátyás király Budapesten. Szövegkönyv Rózsa Pál operájához (2017)
- Vándorok, vérebek, angyalok (Válogatott és új versek, 2018)
- Dr. Hársing Lajos hivatása. Kalandozás a magyar szinkron és a műfordítás világában. 2. bőv. kiad. (2020)
- Hoinari, copoi, ingeri (1975-2020) Válogatott versek román nyelven. Fordította: Balázs F. Attila (2020)
- Erkölcs és teljesítmény. Németh László és Béres József (esszék, tanulmányok, 2020)
- Hoinari, copoi, ingeri (Vándorok, vérebek, angyalok - Válogatott versek románul, fordította Balázs F. Attila, 2021
- Gyerekszoba (versek, 2021)
- Sorsokban könyvek, könyvekben sorsok (Köszöntések, nekrológok, recenziók, 2022)
- Az én térfelem. 70 év - 70 vers, 2023

## CD
- Perlekedő ének - Dinnyés József dallamai versekre (2016)
- Szólt egy hang - Dinnyés József (2019)

## Film
- A fekete emberek című novellájából hasonló címmel film készült a Dunatáj Alapítvány támogatásával. Rendező: Tényi István (2019)

## Elismerések, díjak
- 1991. Eötvös József-ösztöndíj
- 1999. Magyar Mozgókép Közalapítvány Józsa Péter-kutatói ösztöndíj
- 2003. Salvatore Quasimodo-költői oklevél
- 2004. Lant és Toll-díj
- 2005. Salvatore Quasimodo-költői oklevél
- 2006. Petőfi Sándor-sajtószabadság díj
- 2006. Nemzetközi Brianza-díj
- 2010. Nemzeti Kulturális Alap-alkotói ösztöndíj
- 2015. Papp Árpád Búvópatak-díj
- 2017. Kassák Lajos XIII. kerületi irodalmi díj
- 2020. Budapest Főváros XIII. Kerületért Díj
- 2022. Art'húr-díj